# Morsang-sur-Seine
 Morsang-sur-Seine  es una población y comuna francesa, ubicada en la región de Isla de Francia, departamento de Essonne, en el distrito de Évry y cantón de Saint-Germain-lès-Corbeil.

## Demografía
| 127 | 159 | 162 | 287 | 350 | 380 |
| Para los censos de 1962 a 1999 la población legal corresponde a la población sin duplicidades (Fuente: INSEE [Consultar]) |     |     |     |     |     |